# Matteo Fedi
Matteo Fedi (Pistoia, 11 novembre 1988) è un ex ciclista su strada italiano, professionista dal 2011 al 2013.

## Carriera
Gareggia per quattro stagioni tra i Dilettanti in Toscana, riuscendo a vincere una frazione e la classifica finale del Giro Ciclistico Pesche Nettarine di Romagna 2010. Proprio nel 2010 trascorre gli ultimi mesi della stagione come stagista alla Colnago-CSF Inox; passa quindi professionista nel 2011 con la De Rosa-Ceramica Flaminia di Fabio Bordonali, rinominata Utensilnord-Named l'anno dopo, partecipando anche alla Milano-Sanremo 2012.
Nel 2013 gareggia con la Ceramica Flaminia-Fondriest, squadra Continental diretta da Simone Borgheresi (che già lo aveva guidato tra i dilettanti al Team Hopplà), non riuscendo a cogliere vittorie; si piazza comunque secondo in una tappa del Giro del Portogallo.

## Palmarès
- 2007 (Pedale Larigiano)

Coppa 29 Martiri di Figline di Prato
- 2009 (Bedogni-Grassi-Natalini)

Coppa Comune di Castiglion Fiorentino
- 2010 (Team Hopplà-Magis-Mavo)

5ª tappa Giro Ciclistico Pesche Nettarine di Romagna (Faenza)
Classifica generale Giro Ciclistico Pesche Nettarine di Romagna
Coppa Guinigi
Campionato Toscano U23

## Piazzamenti

### Classiche monumento
- Milano-Sanremo

2012:  ritirato